# Жаркемер
Жаркеме́р (каз. Жаркемер) — село у складі Мугалжарського району Актюбінської області Казахстану. Входить до складу Батпаккольського сільського округу.
У радянські часи аул називався Соцжол.
Населення — 79 осіб (2021; 133 у 2009, 165 у 1999, 241 у 1989).